# 삼양엔씨켐
삼양엔씨켐(Samyang NC Chem)은 삼양그룹 계열 대한민국의 반도체용 감광액(포토레지스트) 소재 기업이다. 본사는 경기도 화성시 동탄산단7길 98-34에 위치해 있으며 대표이사는 정회식이다.

## 역사
삼양그룹이 2021년 계열사로 편입하였다
동진쎄미켐이 주요 고객사이다

## 상장
2025년 2월 3일 주관사를 KB증권으로 공모가 1만 8,000원(공모희망가 밴드 1만 6,000원~1만 8,000원)에 상장을 완료했다.

## 참고 문헌
1. ↑  유혜진, 삼양그룹, 엔씨켐 계열사 편입…반도체 소재 생산, 지디넷, 2021년 12월 13일
2. ↑  우수민, 삼양그룹 알짜 반도체 소재 계열사 엔씨켐 IPO 본격화, 매일경제, 2024년 8월 20일
3. ↑  엔씨켐 인수한 삼양홀딩스, 뜻밖의 경쟁사 등장에 '부글부글', 키포스트, 2023년 6월 19일
4. ↑  이정현, 삼양엔씨켐, 공모가 ‘밴드 상단’ 1만8000원 확정, 이데일리, 2025년 1월 14일